# St. Jakobi (Hildesheim)
St. Jakobi ist eine evangelische Kirche und Literaturhaus in der Innenstadt von Hildesheim. Sie wird als Kulturkirche genutzt.

## Lage
St. Jakobi erhebt sich in der Innenstadt von Hildesheim in der abschüssigen Jakobistraße, die bereits 1204 unter diesem Namen erwähnt wurde, an der Ecke zur Fußgängerzone Almsstraße. Die Kirche ist von zahlreichen Geschäften umgeben. Die Entfernung zum Hauptbahnhof beträgt knapp 1 km in nördlicher Richtung, während der Historische Marktplatz südöstlich der Kirche liegt und über die Jakobikirchgasse und die Seilwinderstraße in wenigen Minuten zu Fuß zu erreichen ist.

## Geschichte

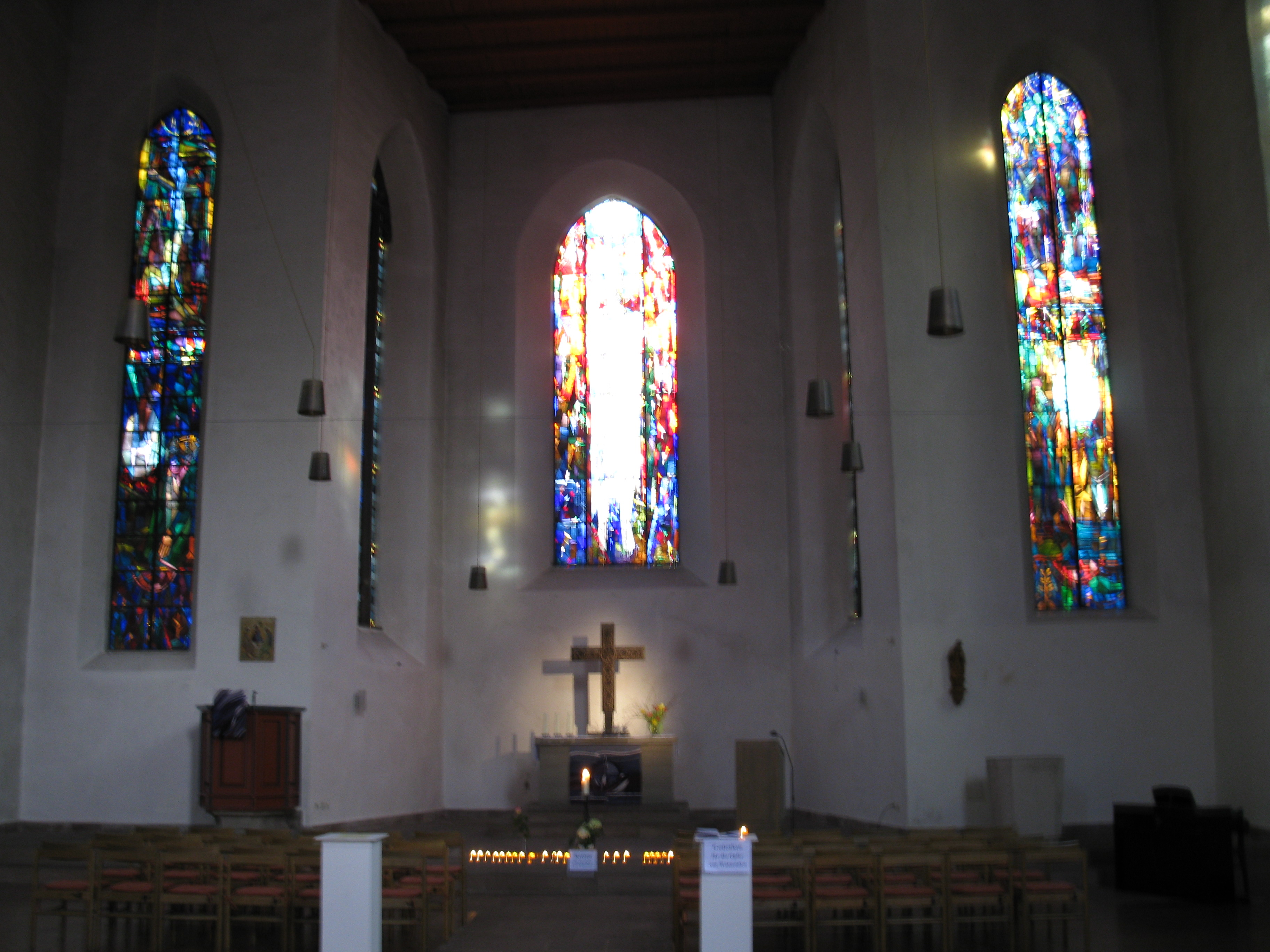
Das Kircheninnere

Schon vor dem Bau der Jakobikirche befand sich hier eine Kapelle gleichen Namens, die der Straße den Namen gab. Sie gehörte zu den zahlreichen Jakobus-Kapellen, die die verschiedenen Zweige des Jakobswegs säumten.
Mit dem Bau der einschiffigen Jakobikirche aus Sandstein wurde 1503 im Stil der Gotik begonnen, als letztes wurde der Westturm mit einem markanten, schlanken Turmhelm 1514 fertiggestellt. St. Jakobi war die Pfarrkirche der Hildesheimer Altstadt und wurde 1542 den Protestanten übereignet. Im 17. und 18. Jahrhundert wurde das Innere der Kirche barockisiert.
Im Zweiten Weltkrieg wurde die Jakobikirche am 22. Februar 1945 an Dach und Fenstern erheblich beschädigt. Am 22. März 1945 brannte sie vollständig aus, wobei die nachträglich eingefügte barocke Innenausstattung verlorenging. Nur die Umfassungsmauern, das gotische Maßwerk einiger Fenster und der Westturm blieben erhalten.
Der Wiederaufbau begann im Sommer 1948 und war bereits 1949 vollendet. Der Westturm wurde mit einem flachen Zeltdach wieder errichtet.
Nachdem die Kirche 2012 geschlossen worden war, wurde sie 2014 als „Literaturhaus St. Jakobi Hildesheim“ unter anderem für Konzerte, Ausstellungen und Autorenlesungen für die Allgemeinheit wieder geöffnet.
2017 sollte die St.-Jakobi-Kirche zum 500-jährigen Jubiläum der Reformation einen neuen Turmhelm bekommen. Aber durch Geldprobleme wurde das Projekt auf unbestimmte Zeit stillgelegt.

## Architektur und Ausstattung

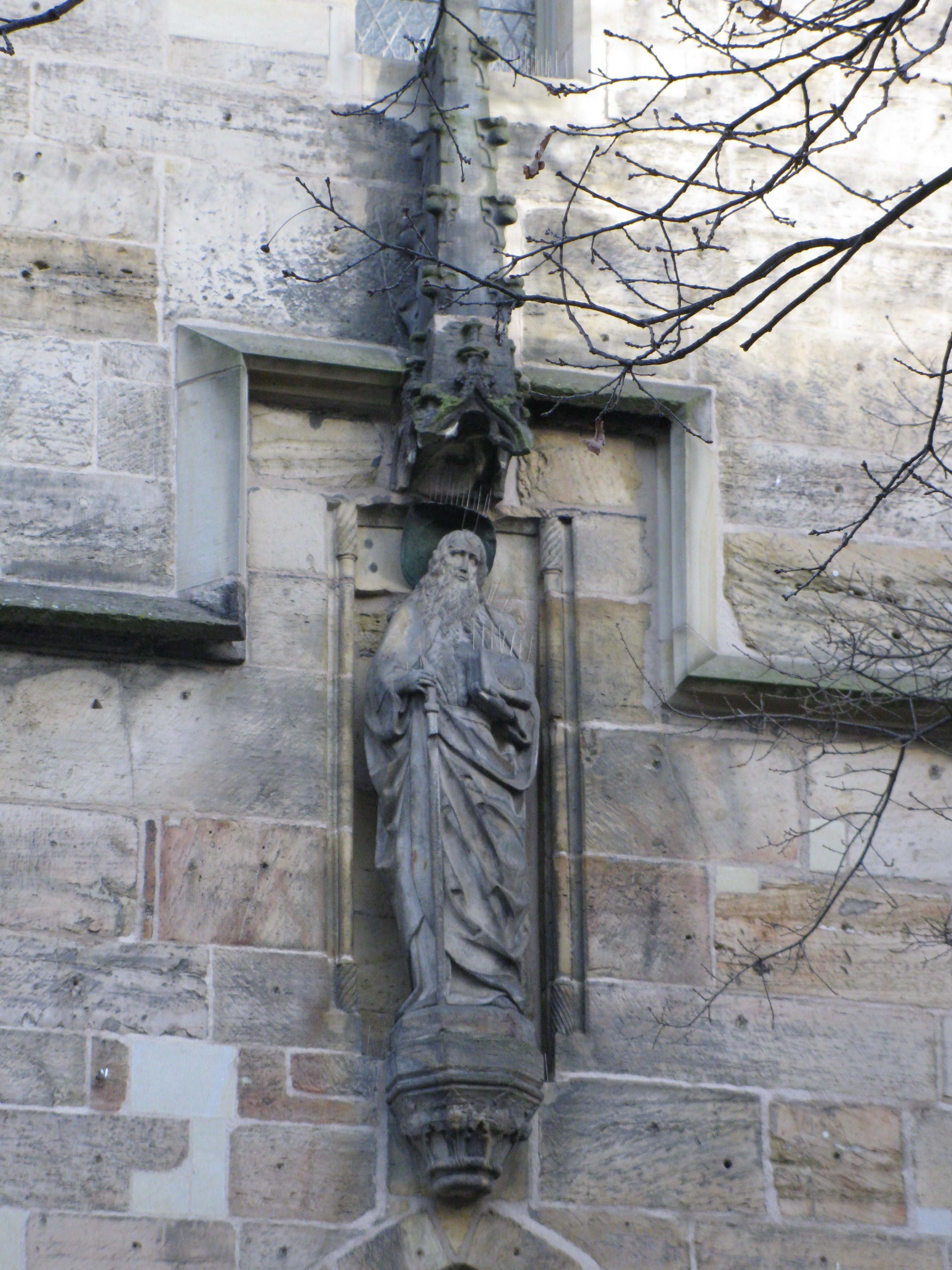
Figur des Apostels Jakobus am Westturm

Bei St. Jakobi handelt es sich um eine einschiffige Saalkirche aus Sandstein mit trapezförmigem Grundriss und mit einem Satteldach, an deren Kirchenschiff außerordentlich schlanke und hohe, gotische Fenster auffallen. Die Traufseiten der Kirche sind von Strebepfeilern umgeben, auf die an den Ecken verzichtet wurde. Auch der Chor ist trapezförmig. An der Südseite des Kirchengebäudes fällt ein Kreuzigungsrelief von 1546 auf. Das erhebliche Nordsüdgefälle an der abschüssigen Jakobistraße wird durch einen Sockel ausgeglichen.
Von der Innendekoration des 17. und 18. Jahrhunderts ist bedingt durch die Zerstörung der Kirche im Zweiten Weltkrieg nichts erhalten. Das Kircheninnere beeindruckt durch Schlichtheit und Klarheit. Aus der Zeit der Erbauung sind im Kircheninnern lediglich die Sakristei mit einem gotischen Gewölbe und Strebepfeiler erhalten.
Außen an dem mehrgeschossigen Westturm fallen eine gut erhaltene Figur des Apostels Jakobus sowie eine Figur der Maria mit dem Kind, beide aus dem 16. Jahrhundert, sowie Statuen aus der 2. Hälfte des 19. Jahrhunderts auf. Sie wurden von dem Hildesheimer Bildhauer Friedrich Küsthardt (1830–1900) geschaffen.
Im Turm hängt eine Glocke mit dem Schlagton: h′, die 1986 von der St.-Andreas-Kirche überführt wurde.